# كنان العظمة
كنان العظمة (من مواليد دمشق في 10 حزيران/يونيو 1976) هو عازف كلارينيت سوري وملحن موسيقى معاصرة. قدم عروضا مع فرق أوركسترا مثل أوركسترا نيويورك، وأوركسترا سياتل السيمفونية، وأوركسترا راديو بافاريا السيمفوني، وأوركسترا الديوان الغربية والشرقية، والأوركسترا السيمفونية السورية، كما لعب كعازف منفرد في أعمال كلاسيكية بالإضافة إلى أدائه للمؤلفات المعاصرة.

## نبذة عن حياته
ولد العظمة في دمشق في سوريا عام 1976 وبدأ العزف على الكلارينيت في سن السادسة. كان يتابع في الأصل دروسًا على الكمان. درس العظمة في المعهد العربي للموسيقى في دمشق.وتخصص في جامعة دمشق في الهندسة الكهربائية والموسيقى. حصل العظمة على درجة الماجستير ودبلومة الدراسات العليا في الموسيقى من مدرسة جويليارد في مدينة نيويورك. في عام 1997. كان العظمة أول موسيقي عربي يفوز بالجائزة الأولى في مسابقة نيكولاي روبنشتاين الدولية للشباب في موسكو، روسيا.
في عام 1995، انضم العظمة لفرقة البوب كلنا سوا التي أسسها الملحن إياد الريماوي وغيرهم من الموسيقيين السوريين الشباب. أنتجت الفرقة ألبومين لاقوا نجاح كبير في البلدان العربية. في عام 2003 تعاون العظم مع، المغنية الأوبرالية ديما أورشو ولاعب العود عصام رافع وغيرهم لتأسيس فرقه حوار التي تركز على إنتاج موسيقى العالم. يصف العظمة على موقعه الإلكتروني حوار بأنها «محاولة لتجاوز حواجز التفاوتات الثقافية والمفاهيم الخاطئة، وإقامة تواصل حضاري يبني على ما يقرب البشر من بعضهم البعض بدلاً من الفصل بينهم». وهو يدعي أن موسيقى حوار مستمدة من مجموعة متنوعة من التأثيرات من العالم العربي والغرب. بالإضافة إلى ذلك، يلعب العظمة مع فرقة City Band ومقرها مدينة نيويورك ومع فرقة Neolexica. كطالب في Juilliard، شارك العظمة في تأسيس Neolexica مع عازف البيانو Dinuk Wijeratne.
في عام 2009، عزف العظمة في مهرجان أرابيسك في مركز كينيدي بواشنطن العاصمة. كما لعب مع الأوركسترا السيمفونية الوطنية السورية حيث ظهر لأول مرة كونشرتو الكلارينيت الذي كتبه خصيصًا له الملحن السوري زيد جبري في افتتاح أوبرا دمشق. بالإضافة إلى ذلك، قام بالأداء والتسجيل مع أوركسترا ديوان الغرب والشرق لدانيال بارينبويم، وكذلك مع فرقة طريق الحرير ليويو ما التي فازت بجائزة Grammy Award لألبوم Sing Me Home عام 2017.
أدى العظمة بشكل متكرر في ألمانيا، على سبيل المثال في Elbphilharmonie في هامبورغ ويعد ضيفًا موسيقيًا دائمًا ومعلمًا في ورشة عمل مهرجان Morgenland في أوسنابروك، ألمانيا. في عام 2019، نشر قرصًا مضغوطًا مزدوجًا بعنوان " Uneven Sky "، مع يويو ما كفنان ضيف على التشيلو و Deutsches Symphonie-Orchester Berlin، حيث قدم أعمال الملحنين السوريين المعاصرين بالإضافة إلى أعماله. حصل هذا الألبوم على جائزة Klassik Opus المرموقة في نفس العام.
يسكن العظمة في مدينة نيويورك حيث حصل على درجة الدكتوراه في عام 2013 في جامعة مدينة نيويورك. من هناك، سافر بانتظام إلى دمشق، حيث كان يلعب في الفرقة الكلاسيكية السورية وقدم العديد من الحفلات الموسيقية وورش العمل. ومع ذلك، فقد انتهت هذه الرحلات منذ بداية الحرب الأهلية السورية في عام 2011. في مارس 2017، تصدر العظمة أخبارًا دولية، لأنه لم يتمكن من العودة إلى مدينة نيويورك لبعض الوقت، بعد صدور الأمر التنفيذي 13769 من قبل الرئيس الأمريكي دونالد ترامب.

## ديسكغرفي
- كنان العظمة في ديسكوجز

- Uneven Sky (2019)، مع Yo-Yo Ma و Deutsches Symphonie-Orchester Berlin، جائزة Opus Klassik في ألمانيا

- بلاد الشام (2018)، مع إريك فلويمانس وجيروين فان فليت
- الشرق والغرب (2012)، مع أوركسترا غرفة مندلسون
- Elastic City (2012)، مع كنان العظمة الرباعية
- قصص معقدة، أصوات بسيطة (2009)، مع Azmeh-Wijeratne Duo
- موسيقى السورية المعاصرة (2008) مع عازفي غرفة مهرجان دمشق
- ريجودون (2007)، المسار الصوتي الأصلي
- Musaique (2004) مع كلنا سوا (فرقة موسيقى البوب السورية)
- كلنا سوا (2001) مع كولنا سوا

### كعضو في حوار (فرقة موسيقية سورية عالمية).
- حوار (2005)
- 9 أيام من العزلة: جلسة دمشق (2006) مع الفنان الضيف مانفريد لوختر (أكورديون)
- رسائل إلى وطن (2012)

## روابط خارجية
- صفحة الويب الرسمية لكنان العظمة
- مقال ديلي ستار
- عرض جلجامش في مدرسة جوليارد
- كنان العظمة: الصلاة - إجلال لإدوارد سعيد
- كنان العظمة في Morgenland Festival Osnabrück
- كنان العظمة في AllMusic